# معاهدة أريولة

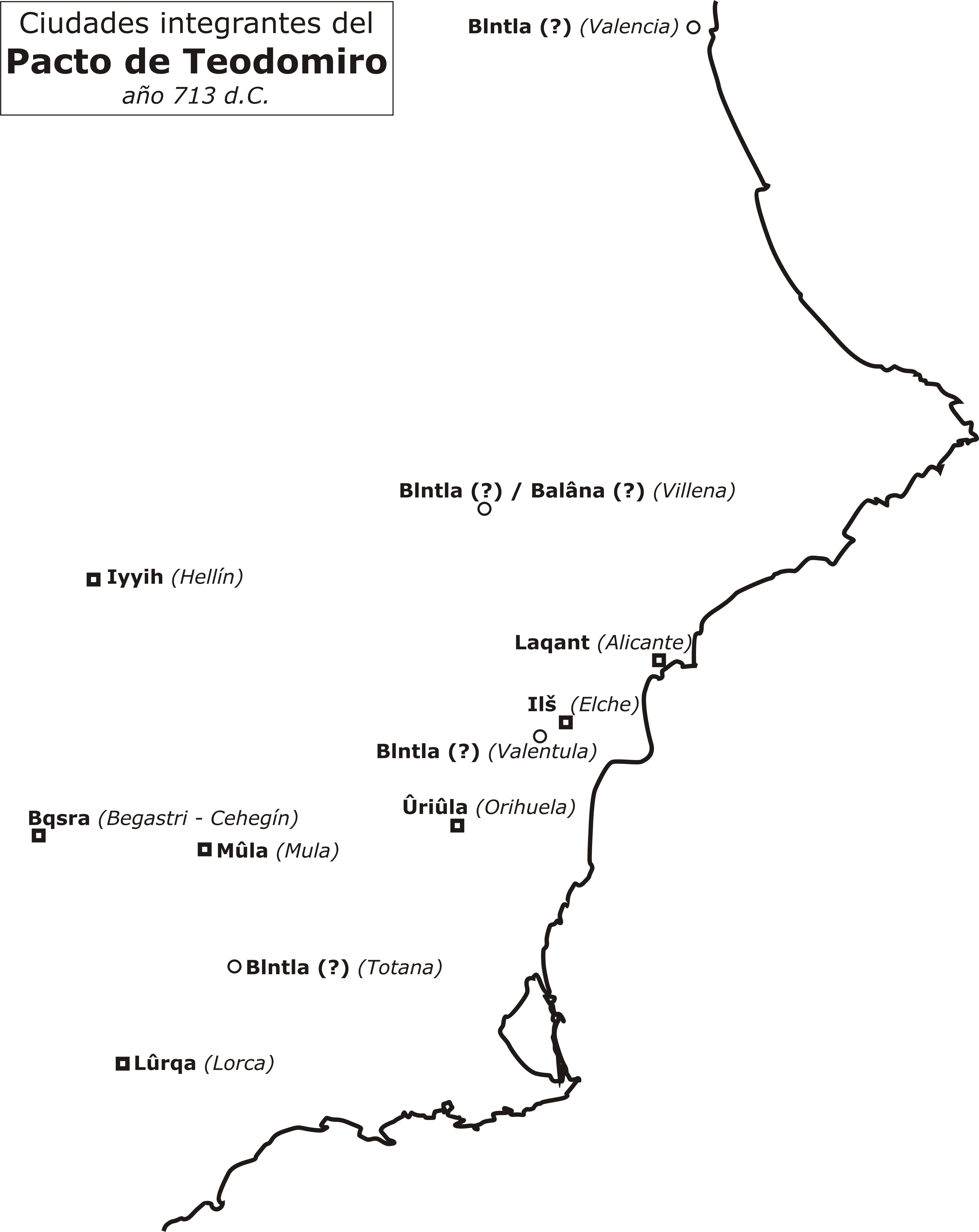

 معاهدة أريولة  كانت معاهدة عقدت في أريولة في رجب 94 هـ بين عبد العزيز بن موسى بن نصير أحد قادة الفتح الإسلامي لأيبيريا والقوط الغربيين من أهل كورة تدمير. ترجع أهمية هذه المعاهدة، لكونها مثال على معاملة المسلمين لأهل الذمة أثناء فتحهم لأيبيريا، وفيها نجح المسلمون في ضم تلك المنطقة من الأندلس تحديدا مدن أريولة وبلنتلة ولقنت ومولة وإيّة وإلش ولورقة بالوسائل السلمية. نصت المعاهدة على حرية أهل الذمة في ممارسة شعائرهم الدينية المسيحية، ما دموا يؤدون الجزية ولم يتعاونوا مع أعداء المسلمين.

## نص المعاهدة
| معاهدة أريولة | بسم الله الرحمن الرحيم هذا كتاب عبد العزيز بن موسى لتدمير بن غندريس، إذ نزل على الصلح. أن له عهد الله وميثاقه وما بعث به أنبيائه ورسله، وأن له ذمة الله عز وجل، وذمة محمد صلى الله عليه وسلم. ألا يقدم له وألا يؤخر لأحد من أصحابه بسوء، وألا يُسبَون ولا يفرق بينهم وبين نسائهم وأولادهم، ولا يقتلون، ولا تحرق كنائسهم، ولا يكرهون على دينهم، وأن صلحهم على سبع مدائن : أوريولة ومولة ولورقة وبلنتلة ولقنت وإيّة وإلش. وأنه لا يدع حفظ العهد، ولا يحل ما انعقد، ويصحح الذي فرضناه عليه وألزمناه أمره، ولا يكتمنا خبرًا علمه. وأن عليه وعلى أصحابه غُرم الجزية، من ذلك على كل حُر: دينار وأربعة أمداء من قمح وأربعة أمداء من شعير، وأربعة أقساط خل، وقسطا عسل، وقسط زيت، وعلى كل عبد نصف هذا. شهد على ذلك: عثمان بن عبيدة القرشي وحبيب بن أبي عبيدة القرشي وسعدان بن عبد الله الربعي وسليمان بن قيس التجيبي ويحيى بن يعمر السهمي وبشر بن قيس اللخمي ويعيش بن عبد الله الأزدي وأبو عاصم الهذلي، وكتب في رجب سنة أربع وتسعين. | معاهدة أريولة |